# パルナ
パルナ（PALNA）は、茨城県稲敷市西代にある複合型大型ショッピングセンター。佐原地域商業開発組合が稲敷市に設立したディベロッパー会社、「株式会社ファイブ」が設置・運営している。
なお、同社は同ショッピングセンター内でパルナ新鮮市場（日配食料品）の運営管理も行っている。

## 概要
茨城県稲敷市東南部に所在し、利根川のほとりに位置する。
UDリテールが運営する「MEGAドン・キホーテUNY佐原東店」（旧：アピタ佐原東店、ユニー運営）を中核に、60余店を越える専門店館「パルナ」、別棟の「ケーズデンキ稲敷店」、「USシネマパルナ稲敷」（旧シネマックスパルナ稲敷）から構成されている。アピタの店名は主に千葉県佐原市の住民利用が予想されたため、茨城県にありながら冒頭に「佐原（さわら）」を用い、所在地であった東町の「東（あずま）」を後付けした命名となった。

## 東日本大震災の影響
アピタ館については、2011年3月11日に発生した東北地方太平洋沖地震（東日本大震災）の7日後から1階の食料品売場のみ営業を再開したが、土壌液状化による被害状況の再調査のため、同年6月26日をもって営業が一旦休止となっている。その後、土壌改良しなければならないことが判明したため解体を決定。アピタ部分は建て替えて、翌年8月3日に営業を再開している。
かつてのアピタ館は、パルナ館とデザイン上の統一があったが、アピタの新世代仕様による建て替えに伴い、建物の統一感は解消されている。
パルナの北側、別棟に存在した「ケーズデンキ東町店」も、震災の影響で床のひび割れなどの被害が発生しており、2012年10月31日に一旦閉店、跡地は駐車場になっている。その後パルナの南側、かつての平面駐車場の一部を利用し、同年11月22日に移転新築を完了し、「ケーズデンキ稲敷店」として開店している。

## アピタの業態転換
2016年2月に守谷店が閉店したのち、2019年9月にアピタ佐原東店が業態転換したことで茨城県内からアピタが消滅した。
2019年9月8日にアピタ佐原東店が一時閉店し、業態転換したうえで同年12月3日に「MEGAドン・キホーテUNY佐原東店」としてリニューアルオープンした。なお、業態転換後の店舗は、ユニー兄弟会社のUDリテール株式会社が運営している。

## その他
千葉テレビ放送（対岸の千葉県を放送エリアとする民放テレビ局）で放送されている『チュバチュバワンダーランド』は、アピタがモラージュ柏（千葉県柏市）とともにメインスポンサーであるために、千葉県内のアピタ全店と共に、佐原東店でも不定期にステージショーが行われていた。また、『カラオケ大賞』では、道の駅・川の駅水の郷さわらとの連名で、努力賞を除く下位受賞者向けの商品提供を行っていた。いずれも2021年以降は行われていない。

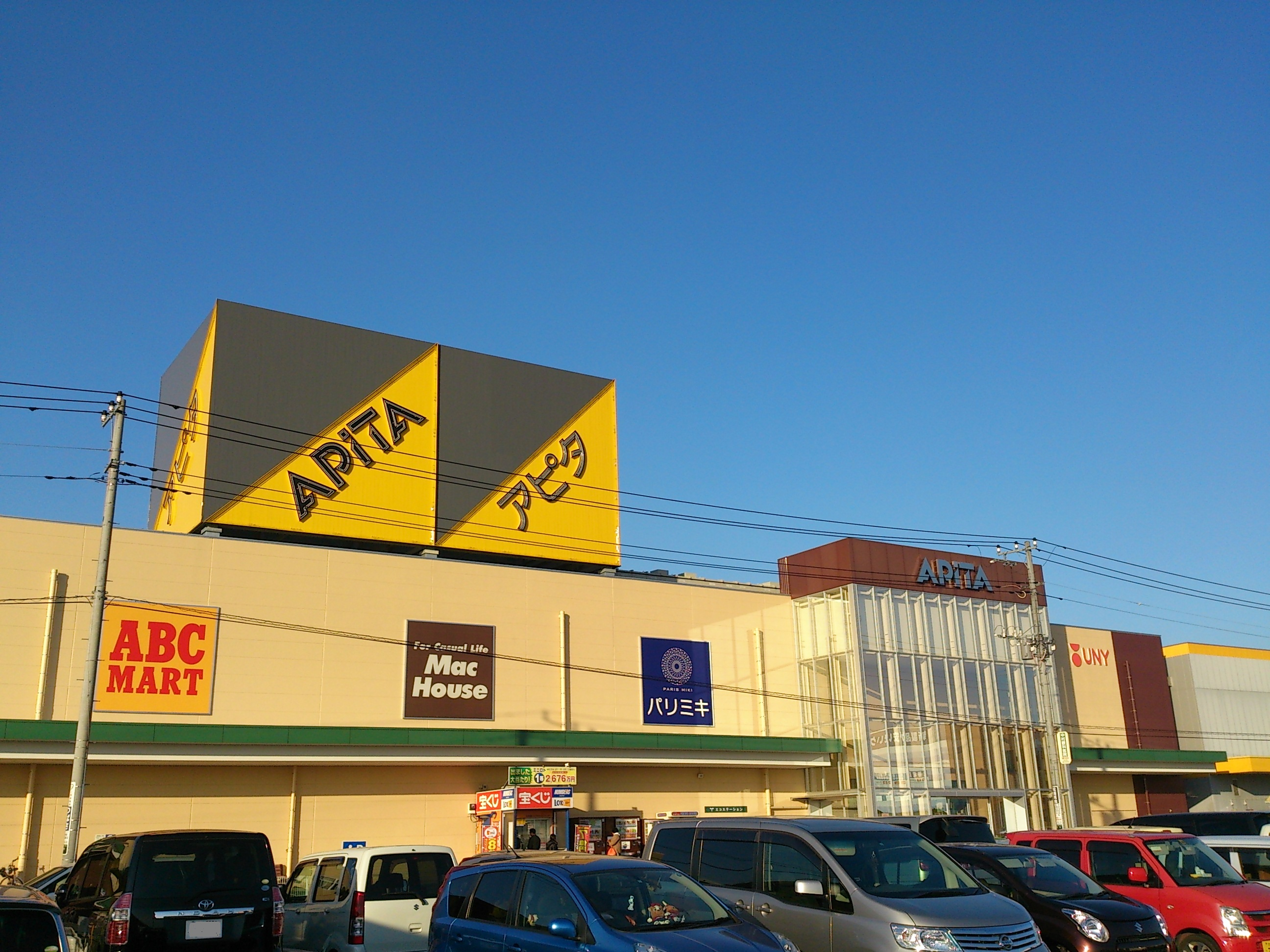
隣接のアピタ館

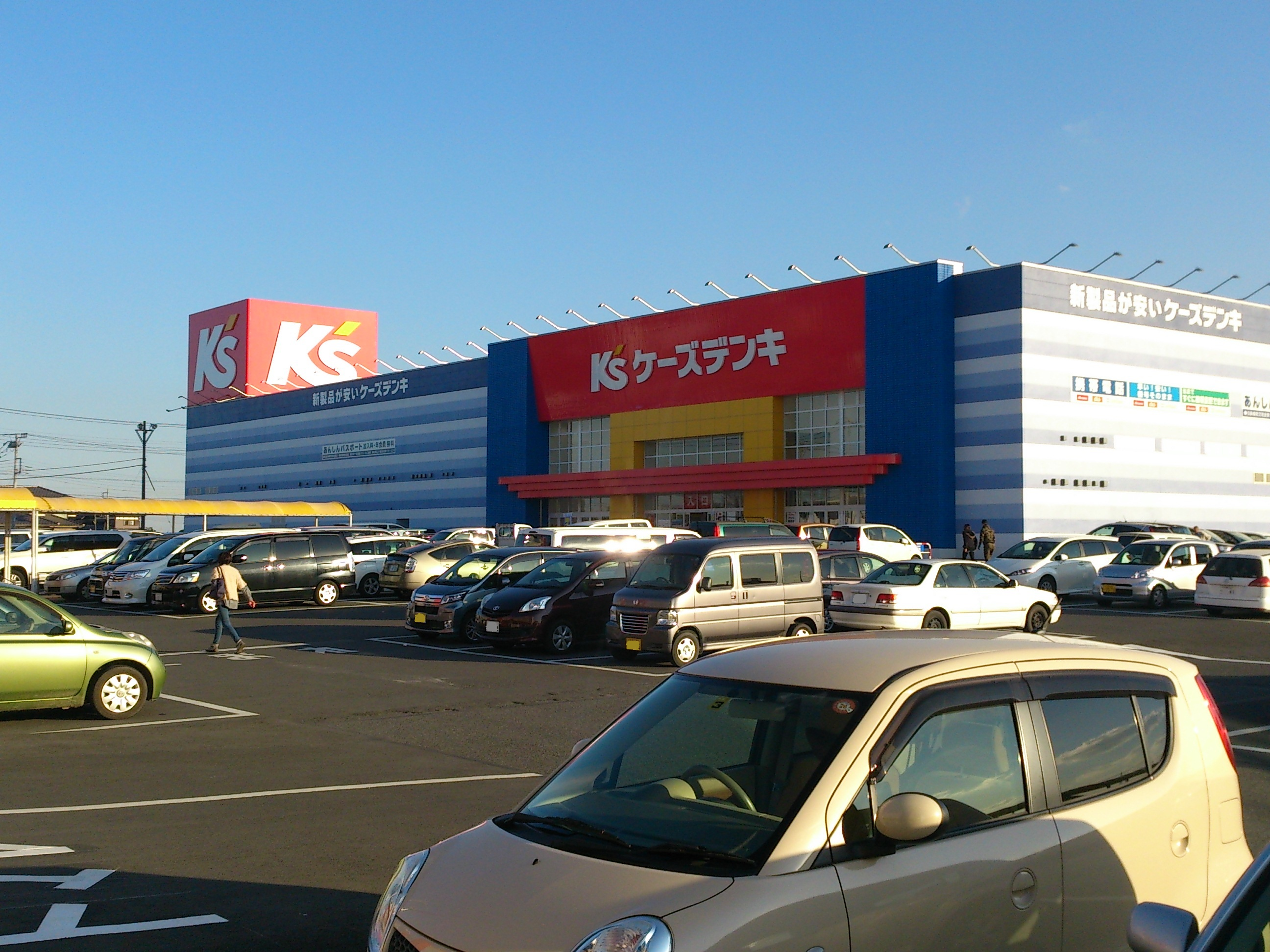
別棟のケーズデンキ稲敷店

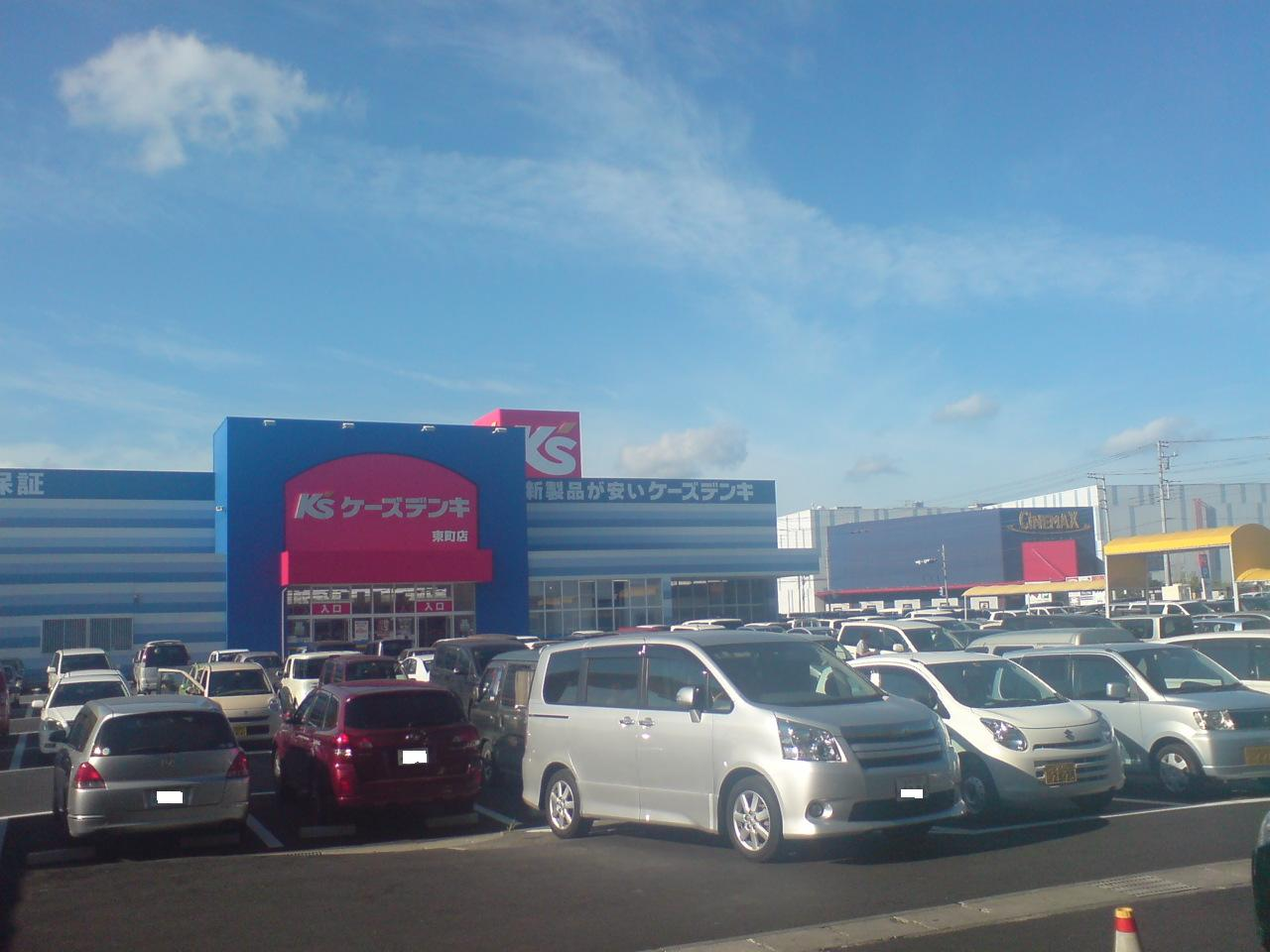
別棟の旧ケーズデンキ東町店（閉店済）とシネマックス（右奥）

## 主なテナント
詳細は パルナフロアガイド 及び アピタ専門店街 を参照。
- MEGAドン・キホーテUNY 佐原東店 - 核テナント
- ケーズデンキ - 別棟
- USシネマパルナ稲敷 - 別棟
- 未来屋書店
- ダイソー
- コムサイズム
- マックハウス
- 築地銀だこ
- サーティワンアイスクリーム
- マクドナルド
- ミスタードーナツ

## 周辺商業施設
- ワンダーグー東店
- 山新佐原東店
- ケンズガレージ佐原東店
- セガワールド霞ヶ浦